# Carlo di Prussia
Il principe Carlo di Prussia, in tedesco Friedrich Carl Alexander von Preußen (Berlino, 29 giugno 1801 – Berlino, 21 gennaio 1883), fu un principe di Prussia.

## Biografia
Era il figlio minore di Federico Guglielmo III di Prussia e della sua prima moglie, Luisa di Meclemburgo-Strelitz. Fu chiamato Federico Carlo Alessandro alla nascita, ma divenne noto come Carlo, perché in quel periodo nella sua famiglia c'erano molti altri membri con il nome di Federico.

## Carriera
Carlo fu destinato alla carriera militare. Entrò nell'esercito prussiano nel 1811, all'età di dieci anni, con il grado di tenente in un reggimento delle guardie. Nel 1819 divenne membro dell'Accademia prussiana Staatsrat. Nel 1820 venne nominato maggiore del I Reggimento di fanteria. Nel 1824 divenne maggior generale. Nel 1830 divenne comandante della II Divisione di Guardie, arrivando nel 1836 al grado di comandante generale.
Alla morte del padre, nel 1840, salì al trono il fratello Federico Guglielmo IV di Prussia, il quale lo nominò generale della fanteria. Non perse mai i contatti con la sorella Carlotta, ormai divenuta zarina di Russia; infatti compì frequenti viaggi in Russia per visitarla.
Durante i moti rivoluzionari del 1848, Carlo rimase a Berlino e usò il proprio palazzo per incontrare i cittadini. Partecipò inoltre alle sedute del Consiglio di Stato prussiano e viaggiò per le missioni diplomatiche che Federico Guglielmo gli assegnò. Tra il 1864 e il 1866 venne nominato governatore di Magonza. Il fratello Guglielmo, divenuto re di Prussia, gli conferì l'Ordine Pour le Mérite.

## Matrimonio

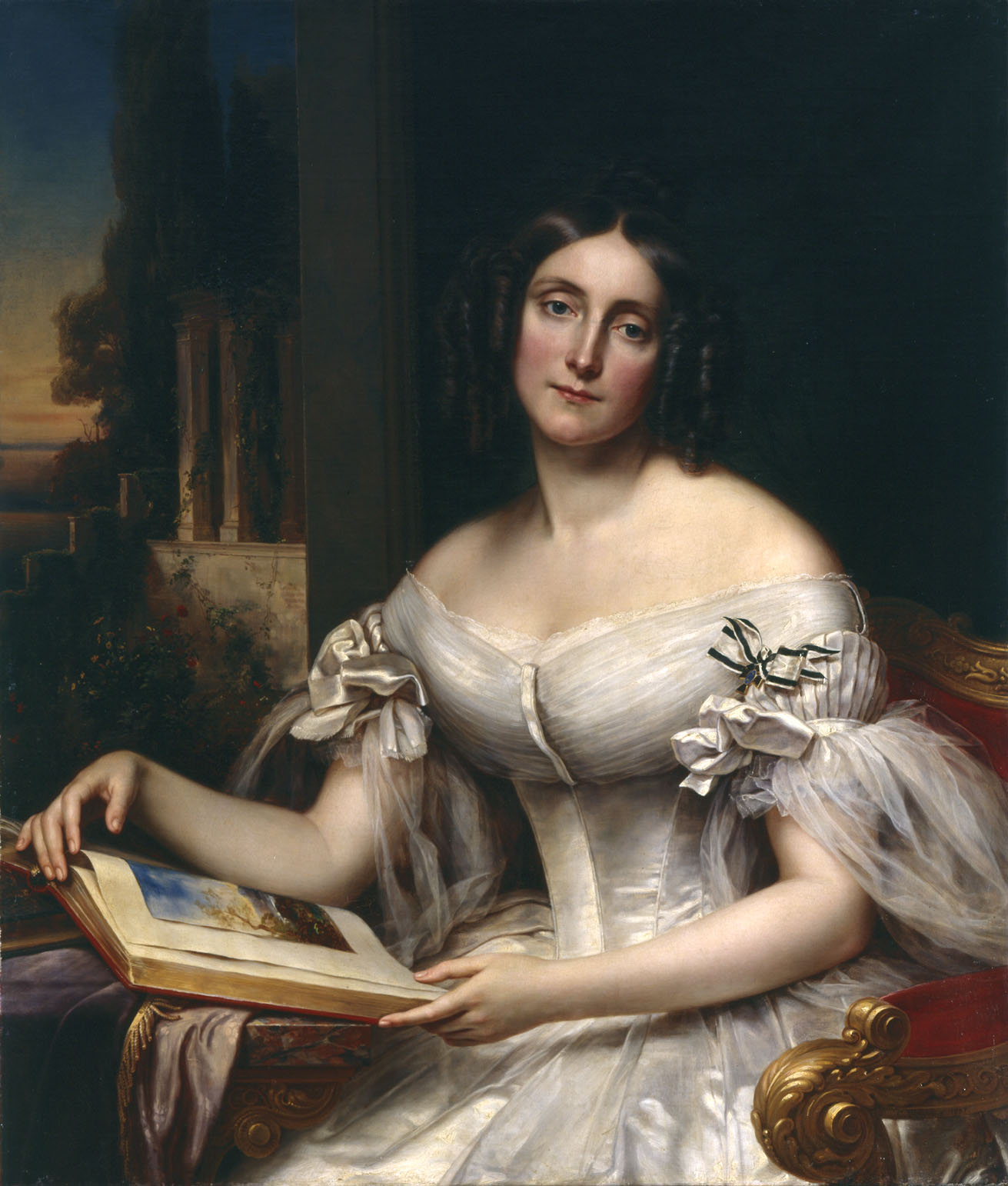
La principessa Maria di Sassonia-Weimar

Sposò, il 26 maggio 1827 a Charlottenburg, Maria Luisa di Sassonia-Weimar-Eisenach, figlia di Carlo Federico di Sassonia-Weimar-Eisenach e di Marija Pavlovna Romanova. Maria Luisa era una sorella maggiore di Augusta di Sassonia-Weimar-Eisenach, moglie di suo fratello Guglielmo I. Ebbero tre figli:
- Federico Carlo (1828-1885), sposò la principessa Maria Anna di Anhalt;
- Maria Luisa Anna (1829-1901), sposò Alessio d'Assia-Philippsthal-Barchfeld;
- Maria Anna Federica (1836-1918), sposò Federico Guglielmo d'Assia-Kassel.

La famiglia viveva in Wilhelmstraße, di fronte alla residenza del cancelliere tedesco Otto von Bismarck. In possesso di grande ricchezza e un grande collezionista d'arte, il loro palazzo conteneva tesori d'arte. Carlo era anche un collezionista di armi rare e acquistò e conservò con cura coltelli, spade, pugnali, fucili, pistole e revolver da diversi paesi e periodi di tempo. Carlo entrò in possesso del trono imperiale di Goslar, poi usato dal fratello Guglielmo I per il primo Reichstag a Berlino nel 1871. È stato detto che Carlo assomigliava poco ai suoi cugini Hohenzollern, in possesso di una faccia stretta e incolore e capelli grigi con una postura china.

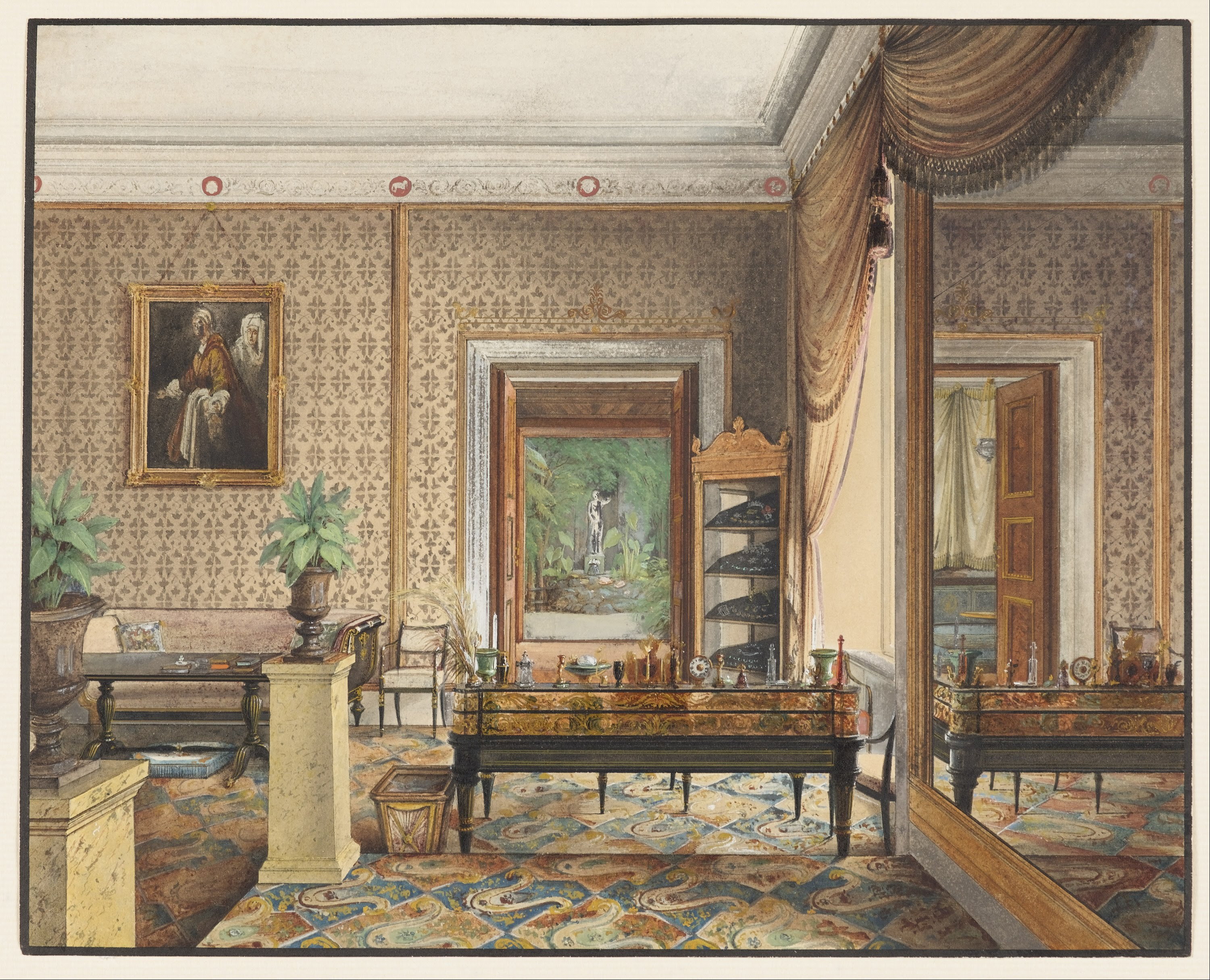
Lo studio del principe Carlo di Prussia, di Eduard Gaertner.

## Morte
Maria morì nel gennaio del 1877, solo cinque mesi prima di quello che sarebbe stato le nozze d'oro del loro matrimonio. Sebbene si fossero sposati per motivi familiari e dinastici, il loro matrimonio era stato felice e armonioso, ed erano profondamente legati l'uno all'altro. Dopo la sua morte, Carlo invecchiò rapidamente. Nel 1882, il suo piede scivolò mentre si alzava dal tavolo da pranzo, fratturandosi il femore sinistro. Morì a Berlino pochi mesi dopo, il 21 gennaio 1883, all'età di 81 anni. Le sue ultime parole furono: "Viva l'Imperatore".
Al momento della sua morte, Carlo era l'unico fratello superstite dell'imperatore Guglielmo I. La sua morte sconvolse i piani per la celebrazione dell'anniversario di nozze di suo nipote, il principe ereditario Federico, nonché i piani per una visita dal principe e principessa del Galles a Berlino.

### Onorificenze prussiane

Lo stemma del Principe Carlo di Prussia decorato del Toson d'Oro

## Ascendenza
|                                           |                                                 |                                                        | Genitori                                                              |  |  | Nonni |  |  | Bisnonni                     |  |  | Trisnonni                       |  |
|                                           |                                                 |                                                        |                                                                       |  |  |       |  |  | Augusto Guglielmo di Prussia |  |  | Federico Guglielmo I di Prussia |  |
|                                           |                                                 |                                                        |                                                                       |  |  |       |  |  | Augusto Guglielmo di Prussia |  |  | Federico Guglielmo I di Prussia |  |
|                                           |                                                 | Sofia Dorotea di Hannover                              |                                                                       |  |  |       |  |  | Augusto Guglielmo di Prussia |  |  |                                 |  |
| Federico Guglielmo II di Prussia          |                                                 |                                                        |                                                                       |  |  |       |  |  | Augusto Guglielmo di Prussia |  |  |                                 |  |
|                                           |                                                 | Luisa Amalia di Brunswick-Lüneburg                     | Ferdinando Alberto II di Brunswick-Lüneburg                           |  |  |       |  |  |                              |  |  |                                 |  |
|                                           |                                                 | Luisa Amalia di Brunswick-Lüneburg                     | Ferdinando Alberto II di Brunswick-Lüneburg                           |  |  |       |  |  |                              |  |  |                                 |  |
|                                           |                                                 | Luisa Amalia di Brunswick-Lüneburg                     | Antonietta Amalia di Brunswick-Wolfenbüttel                           |  |  |       |  |  |                              |  |  |                                 |  |
| Federico Guglielmo III di Prussia         |                                                 | Luisa Amalia di Brunswick-Lüneburg                     |                                                                       |  |  |       |  |  |                              |  |  |                                 |  |
|                                           |                                                 | Luigi IX d'Assia-Darmstadt                             | Luigi VIII d'Assia-Darmstadt                                          |  |  |       |  |  |                              |  |  |                                 |  |
|                                           |                                                 | Luigi IX d'Assia-Darmstadt                             | Luigi VIII d'Assia-Darmstadt                                          |  |  |       |  |  |                              |  |  |                                 |  |
|                                           |                                                 | Luigi IX d'Assia-Darmstadt                             | Carlotta di Hanau-Lichtenberg                                         |  |  |       |  |  |                              |  |  |                                 |  |
| Federica Luisa d'Assia-Darmstadt          |                                                 | Luigi IX d'Assia-Darmstadt                             |                                                                       |  |  |       |  |  |                              |  |  |                                 |  |
|                                           |                                                 | Carolina del Palatinato-Zweibrücken-Birkenfeld         | Cristiano III del Palatinato-Zweibrücken                              |  |  |       |  |  |                              |  |  |                                 |  |
|                                           |                                                 | Carolina del Palatinato-Zweibrücken-Birkenfeld         | Cristiano III del Palatinato-Zweibrücken                              |  |  |       |  |  |                              |  |  |                                 |  |
|                                           |                                                 | Carolina del Palatinato-Zweibrücken-Birkenfeld         | Carolina di Nassau-Saarbrücken                                        |  |  |       |  |  |                              |  |  |                                 |  |
| Carlo di Prussia                          |                                                 | Carolina del Palatinato-Zweibrücken-Birkenfeld         |                                                                       |  |  |       |  |  |                              |  |  |                                 |  |
|                                           | Carlo Ludovico Federico di Meclemburgo-Strelitz | Adolfo Federico II di Meclemburgo-Strelitz             |                                                                       |  |  |       |  |  |                              |  |  |                                 |  |
|                                           | Carlo Ludovico Federico di Meclemburgo-Strelitz | Adolfo Federico II di Meclemburgo-Strelitz             |                                                                       |  |  |       |  |  |                              |  |  |                                 |  |
|                                           | Carlo Ludovico Federico di Meclemburgo-Strelitz | Cristiana Emilia di Schwarzburg-Sonderhausen           |                                                                       |  |  |       |  |  |                              |  |  |                                 |  |
| Carlo II di Meclemburgo-Strelitz          | Carlo Ludovico Federico di Meclemburgo-Strelitz |                                                        |                                                                       |  |  |       |  |  |                              |  |  |                                 |  |
|                                           |                                                 | Elisabetta Albertina di Sassonia-Hildburghausen        | Ernesto Federico I di Sassonia-Hildburghausen                         |  |  |       |  |  |                              |  |  |                                 |  |
|                                           |                                                 | Elisabetta Albertina di Sassonia-Hildburghausen        | Ernesto Federico I di Sassonia-Hildburghausen                         |  |  |       |  |  |                              |  |  |                                 |  |
|                                           |                                                 | Elisabetta Albertina di Sassonia-Hildburghausen        | Sofia Albertina di Erbach-Erbach                                      |  |  |       |  |  |                              |  |  |                                 |  |
| Luisa di Meclemburgo-Strelitz             |                                                 | Elisabetta Albertina di Sassonia-Hildburghausen        |                                                                       |  |  |       |  |  |                              |  |  |                                 |  |
|                                           |                                                 | Giorgio Guglielmo d'Assia-Darmstadt                    | Luigi VIII d'Assia-Darmstadt                                          |  |  |       |  |  |                              |  |  |                                 |  |
|                                           |                                                 | Giorgio Guglielmo d'Assia-Darmstadt                    | Luigi VIII d'Assia-Darmstadt                                          |  |  |       |  |  |                              |  |  |                                 |  |
|                                           |                                                 | Giorgio Guglielmo d'Assia-Darmstadt                    | Carlotta di Hanau-Lichtenberg                                         |  |  |       |  |  |                              |  |  |                                 |  |
| Federica Carolina Luisa d'Assia-Darmstadt |                                                 | Giorgio Guglielmo d'Assia-Darmstadt                    |                                                                       |  |  |       |  |  |                              |  |  |                                 |  |
|                                           |                                                 | Maria Luisa Albertina di Leiningen-Dagsburg-Falkenburg | Cristiano Carlo Reinardo di Leiningen-Dachsburg-Falkenburg-Heidesheim |  |  |       |  |  |                              |  |  |                                 |  |
|                                           |                                                 | Maria Luisa Albertina di Leiningen-Dagsburg-Falkenburg | Cristiano Carlo Reinardo di Leiningen-Dachsburg-Falkenburg-Heidesheim |  |  |       |  |  |                              |  |  |                                 |  |
|                                           |                                                 | Maria Luisa Albertina di Leiningen-Dagsburg-Falkenburg | Caterina Polissena di Solms-Rödelheim-Assenheim                       |  |  |       |  |  |                              |  |  |                                 |  |
|                                           |                                                 | Maria Luisa Albertina di Leiningen-Dagsburg-Falkenburg |                                                                       |  |  |       |  |  |                              |  |  |                                 |  |